# Plutos goda samvete
Plutos goda samvete (engelska: Lend a Paw) är en amerikansk animerad kortfilm med Musse Pigg och Pluto från 1941.

## Handling
Pluto räddar livet på en kattunge som varit nära att drunkna. När Pluto sedan går hem följer katten efter och får uppmärksamhet av Musse Pigg, något som får Pluto att känna sig utanför. Det dröjer inte länge förrän Pluto börjar ställa till problem för kattungen.

## Om filmen
Filmen är den 115:e Musse Pigg-kortfilmen som producerades och den sjätte och sista som lanserades år 1941.
Filmen är en remake av den tidigare Musse Pigg-filmen Hund och katt från 1933 och vann en Oscar för bästa animerade kortfilm.

### Svenska utgivningar
Filmen hade svensk premiär den 23 augusti 1943 på biografen Spegeln i Stockholm.
Filmen hade svensk nypremiär den 6 september 1971 på biografen Riviera även den ligger i Stockholm, och ingick i kortfilmsprogrammet Oscarfestival (även känd som Pluto, Ferdinand och Tre små grisar).
Filmen har haft flera svenska titlar genom åren. Vid biopremiären 1943 gick den under titeln Plutos goda samvete. Alternativa titlar till filmen är Plutos bättre jag och Pluto blir svartsjuk.

## Rollista
- Walt Disney – Musse Pigg
- Pinto Colvig – Pluto, Plutos goda samvete, Plutos onda samvete[9]